# 小林直人 (声優)
小林 直人（こばやし なおと、1987年8月6日 - ）は、日本の男性声優。現在はフリーで活動。埼玉県出身。

## 来歴
アミューズメントメディア総合学院声優タレント学科卒業。
2011年4月よりトリアスに所属。
2015年3月に同事務所を退所し、現在はフリーで活動している。

## 人物
声優活動をする前はシステムエンジニアとして働いており、当時培ったスキルを活かした映像・音響編集を得意としている。

## 出演

### テレビアニメ
2012年
- この中に1人、妹がいる!（宅急便、男子生徒）
- ソードアート・オンライン（2012年 - 2020年、レストランの客、剣士、血盟騎士団、サラマンダー、メイジ 他） - 4シリーズ

2013年
- 蒼き鋼のアルペジオ -アルス・ノヴァ-（電話の声）
- カーニヴァル（世話係）
- 銀の匙 Silver Spoon（近藤豊、勢雄速見、三年生）
- 幻影ヲ駆ケル太陽（暴徒、男A）
- サムライフラメンコ（ミュージシャン、記者、公安C、運転手）
- DD北斗の拳

2014年
- 世界征服〜謀略のズヴィズダー〜（市民C、スタッフ、通信、都軍兵）
- ノラガミ（2014年 - 2015年、生徒B、犯人） - 2シリーズ
- ハマトラ（チンピラ、イケメン、男、YKH84 Y、警官A） - 2シリーズ
- まじっく快斗1412

2015年
- 暗殺教室（男子生徒A）
- うたの☆プリンスさまっ♪ マジLOVEレボリューションズ（司会者）
- グリザイアシリーズ（J少尉、訓練生、アダム） - 2シリーズ
- Dance with Devils（ヴァンパイアA、男子生徒、マフィア、手下、エクソシスト）
- DIABOLIK LOVERS MORE,BLOOD
- デュラララ!!×2（2015年 - 2016年、To羅丸、ギン、池袋の声、串高生） - 3シリーズ
- 乱歩奇譚 Game of Laplace（野次馬C）

2016年
- 91Days（カーメロ）
- B-PROJECT〜鼓動*アンビシャス〜（スタッフB、司会者）

2017年
- 覆面系ノイズ（男性2、男性4）
- ナナマル サンバツ（進行係、客）

2018年
- グランクレスト戦記（兵士、アルトゥーク騎士、君主、騎士、ダルタニア兵 他）
- グラゼニ（最上、2塁走者、テンプターズファン、会社員、田幸） - 2シリーズ
- PERSONA5 the Animation（2018年 - 2019年、公安B、武石、バレー部員A、男子生徒A、カメラマン 他） - 1シリーズ + 特別編2作品
- アンゴルモア 元寇合戦記（ササラ）
- ロード オブ ヴァーミリオン 紅蓮の王（ブルースカルメンバー）

2019年
- 五等分の花嫁（店主）
- なむあみだ仏っ!-蓮台 UTENA-（店員）
- 警視庁 特務部 特殊凶悪犯対策室 第七課 -トクナナ-（雉強盗、客B、警官A）
- BEASTARS（2019年 - 2021年、ダラム、タオ、水牛、クロヒョウ、トラ） - 2シリーズ
- アフリカのサラリーマン（こどもハイエナ、チンピラハイエナ、カバ）

2020年
- ID:INVADED イド:インヴェイデッド（小原健太、職員）
- pet（チョウの部下、パーティーの男性客、桂木の部下、ロンの部下）
- シャドウバース（2020年 - 2023年、観客、プレイヤー、邪悪な精霊、記者、兵士 他） - 2シリーズ
- 富豪刑事 Balance:UNLIMITED（アナウンス、男）

2021年
- 蜘蛛ですが、なにか?（パルトン）
- バクテン!!（チームメイト、教師、男性、男子生徒）
- 恋と呼ぶには気持ち悪い（男子B、渡辺、男性A、駅アナウンス）
- 擾乱 THE PRINCESS OF SNOW AND BLOOD
- いたずらぐまのグル〜ミ〜（プロレスラー、ZHKの取立人）
- ヴィジュアルプリズン（スタッフ）

2022年
- ドールズフロントライン（グリフィンスタッフ）
- 阿波連さんははかれない（若い男、迷子係）
- 惑星のさみだれ（店主、怪人、学生達、番組MC）
- ブッチギレ!（藩士、瓦版屋）

2023年
- TRIGUN STAMPEDE
- 老後に備えて異世界で8万枚の金貨を貯めます（御者、衛兵）
- おとなりに銀河（飼育員）

2024年
- 俺だけレベルアップな件（2024年 - 2025年、矢口、工場現場監督、艦長）
- 転生したら第七王子だったので、気ままに魔術を極めます（衛兵、瓦版青年、領民）
- シャドウバースF（信者たち）
- 黄昏アウトフォーカス（男子部員）
- アクロトリップ（サラリーマン）
- 君は冥土様。（インタビュアー）

2025年
- グリザイア:ファントムトリガー（仙石綾芽）
- ユア・フォルマ（窃盗課）
- Turkey!（武士、村人）

### 劇場アニメ
2013年
- PERSONA3 THE MOVIE（2013年 - 2014年、チンピラB、男子生徒C） - 2作品

2015年
- バケモノの子
- ポッピンQ（ダース）

2017年
- 虐殺器官（ツヴァイ）
- 劇場版 ソードアート・オンライン -オーディナル・スケール-
- Dance with Devils-Fortuna-（ヴァンパイアA）

2019年
- HELLO WORLD（研究員）

2021年
- 100日間生きたワニ（ゲーム大会の司会者）
- 竜とそばかすの姫
- 劇場版 ソードアート・オンライン -プログレッシブ- 星なき夜のアリア

2022年
- ぼくらのよあけ

2023年
- BLUE GIANT

### Webアニメ
- オルタード・カーボン: リスリーブド（2020年、Mayuzumi）
- テルマエ・ロマエ ノヴァエ（2022年、騎手、男性）
- ラプソディ（2023年、ライブハウススタッフ、男性生徒）
- カイリューとゆうびんやさん（2025年）

### OVA
- デジモンアドベンチャー tri.（2015年 - 2018年）
- 『デュラララ!!×2 結』外伝!? 第19.5話「デュフフフ!!」（2016年、ヤンキー）
- グリザイア:ファントムトリガー THE ANIMATION スターゲイザー（2020年、仙石綾芽）

### ゲーム
2011年
- TOKYOヤマノテBOYS HONEY MILK DISC
- TOKYOヤマノテBOYS SUPER MINT DISC
- TOKYOヤマノテBOYS DARK CHERRY DISC
- マジック・ワールド・ビギンズ（武者導師 他）

2012年
- 東京バベル
- TOKYOヤマノテBOYS Portable HONEY MILK DISC
- アルカナ・ファミリア -幽霊船の魔術師-
- アルカナ・ファミリア -フェスタ・レガーロ!-

2013年
- ソードアート・オンライン -インフィニティ・モーメント-
- TOKYOヤマノテBOYS Portable SUPER MINT DISC
- TOKYOヤマノテBOYS Portable DARK CHERRY DISC
- X・A・O・C 〜ザオック〜

2014年
- アルカナ・ファミリア -コレツィオーネ!-（フレッド）
- ソードアート・オンライン -ホロウ・フラグメント-
- ハマトラ Look at Smoking World
- グリザイアの迷宮 -LE LABYRINTHE DE LA GRISAIA-（J少尉）
- グリザイアの楽園 -LE EDEN DE LA GRISAIA-（J少尉／J大尉、アダム）

2015年
- ひとつ飛ばし恋愛V（蒼木恭次郎）
- 恋愛リベンジ（赤羽翔）

2016年
- 果つることなき未来ヨリ（オリバー）
- 一血卍傑-ONLINE-（ホウイチ、クツツラ、スズメ）

2017年
- アクセル・ワールド VS ソードアート・オンライン 千年の黄昏
- TOKYOヤマノテBOYS for V MAIN DISC

2019年
- ペルソナ5 ザ・ロイヤル

2022年
- Dusk Diver 2 崑崙靈動（ウル）

2023年
- 超探偵事件簿 レインコード

2024年
- 八剱伝Switch版（正季信茂）

時期未定
- ゲートオブリベリオン

### ドラマCD
- カガクなヤツら（2012年）
- 人狼 - Chaotic Time -（2012年、ファン・ユージス[24]）
- メイド喫茶 JAMのフシギな一日〜Would you like a Riddle?〜（2013年、刑事 [25]）

### ボイスドラマ
- 禁断のプリンセス
- 擬人化☆男子〜BL編〜
- 秘め事カレシ ワーキング
- 官能カレシ〜見知らぬ男〜
- 彼とエッチな遊園地デート☆
- 官能カレシ〜ショタ〜
- ヤンデレ男子
- ご主人様はエッチなヴァンパイア
- アヤシイ芸能界〜エッチな裏側〜
- 公爵令嬢は騎士団長（62）の幼妻（アルベルト[26]）

### デジタルコミック
- 姫ヶ崎櫻子は今日も不憫可愛（2021年、クラスメイト ほか[27]）
- 狂四郎2030（2023年、白鳥の父）
- 黒猫の剣士 〜ブラックなパーティを辞めたらS級冒険者にスカウトされました。今さら「戻ってきて」と言われても「もう遅い」です〜（2023年、アイラス[28]）

### 吹き替え

#### 映画
2011年
- アクシデント・カップル（ユンソプ）
- ヤギと男と男と壁と
- 人食い怪物ゴブリン

2012年
- リアル・スピード（ダニー）

2013年
- 恋人はセックス依存症
- ボルテックス-巨大生物総進撃-

2014年
- ゴースト・シャーク

#### アニメ
2015年
- 〜マリンアドベンチャー〜せんすいかんウーリー！（スキッド ）

### Webラジオ
- 私立トリアス探偵社

### オーディオブック
時期不明
- 『ブッダを読む人』は、なぜ繁盛してしまうのか（主人公）

2013年
- 桐島、部活やめるってよ（竜汰）

2016年
- 幹部に言えない社長の悩み解決大全（朗読）
- 国家の攻防／興亡（朗読）
- 態度が悪くてすみません（朗読）

2017年
- 星へ行く船シリーズ1星へ行く船（和田明雄）

2018年
- この嘘がばれないうちに（神谷秀一）
- REcycleKiDs 
- ドグラ・マグラ（朗読）
- 剣ヶ崎・白い罌粟（朗読）
- 組織の毒薬 サイバーエージェント副社長の社員にあてたコラム（朗読）
- 田舎のキャバクラ店長が息子を東大に入れた。（朗読）

2019年
- 人間以前 ディック短篇傑作選（朗読）
- 小さな黒い箱 ディック短篇傑作選（朗読）
- パーマー・エルドリッチの三つの聖痕（朗読）

2020年
- 紙の動物園（朗読）
- ララピポ（青柳光一）
- ニュータイプの時代 新時代を生き抜く24の思考・行動様式（朗読）
- ライザップ糖質量ハンドブック（朗読）
- パレード（真也）

2021年
- ミステリアスセッティング（朗読）

2024年
- 成瀬は信じた道をいく（記者）
- 婚活マエストロ（桑原）

### シリーズ一覧
1. ↑  第1期（2012年）、第2期『II』（2014年）、第3期後半『アリシゼーション War of Underworld』第1クール（2019年）、第3期後半『アリシゼーション War of Underworld』第2クール（2020年）
2. ↑  第1期（2014年）、第2期『ARAGOTO』（2015年）
3. ↑  第1期（2014年）、第2期『Re:␣ ハマトラ』（2014年）
4. ↑  第2作『グリザイアの迷宮』（2015年）、第3作『グリザイアの楽園』（2015年）
5. ↑  第1クール『デュラララ!!×2 承』（2015年）、第2クール『デュラララ!!×2 転』（2015年）、第3クール『デュラララ!!×2 結』（2016年）
6. ↑  シーズン1（2018年）、シーズン2（2018年）
7. ↑  テレビシリーズ（2018年）、特番『Dark Sun...』（2018年）、特番『Stars and Ours』（2019年）
8. ↑  第1期（2019年）、第2期（2021年）
9. ↑  第1期（2020年 - 2021年）、第2期『F』（2022年 - 2023年）
10. ↑  1作目『#1 Spring of Birth』（2013年）、2作目『#2 Midsummer Knight's Dream』（2014年）